# Buenia jeffreysii
Buenia jeffreysii es una especie de peces de la familia de los Gobiidae en el orden de los Perciformes.

## Morfología
- Los machos pueden llegar a alcanzar los 6 cm de longitud total.
- Número de vértebras: 30.[1][2]

## Reproducción
Los huevos presentan forma de pera. 

## Depredadores
En Noruega es depredado por  Gadus morhua , Melanogrammus aeglefinus

## Hábitat
Es un pez de mar y de clima templado que vive entre 5-330 m de profundidad.

## Distribución geográfica
Se encuentra en el Atlántico oriental (Dinamarca, Francia, Islandia, Irlanda, Isla de Man, Noruega, Suecia y Reino Unido) y el Mediterráneo occidental (Banyuls-sur-Mer, Pirineos Orientales, Francia).

## Observaciones
Es inofensivo para los humanos. 